# 程文 (萬曆進士)
程文（1541年—1593年），字質夫，號彬所，又號從野，應天府上元縣民籍直隸徽州府歙縣人，明朝政治人物。

## 生平
萬曆四年（1576年）丙子科應天府鄉試第五十八名，萬曆十一年（1583年）癸未科會試第九十六名，登三甲第一百零三名進士。刑部觀政，本年授中书舍人，十六年升刑部主事，本年升员外郎，十八年升郎中，二十年升宁波知府，二十一年京察不及，降禹州同知，月余卒于官，年五十三。

## 家族
曾祖程鎮宗；祖父程介甫，曾任醫官；父程濛，曾任府知事。母葉氏；繼母靳氏。慈侍下。弟策、表、章。子雲登、雲會、雲從。